# Долгополов, Александр Афанасьевич
Алекса́ндр Афана́сьевич Долгопо́лов (род. 3 января 1942, Бильчир, Боханский район, Иркутская область) — кандидат сельскохозяйственных наук, профессор кафедры физиологии растений, микробиологии и агрохимии ИрГСХА, ректор ИрГАУ (1992—2006), заслуженный работник высшей школы РФ, бывший депутат областного и районного советов, почётный гражданин Усть-Ордынского Бурятского автономного округа (УБАО) и Осинского района УБАО.

## Биография
Родился 3 января 1942 года в селе Бильчир Боханского района Иркутской области в многодетной крестьянской семье. Его детство пришлось на тяжёлые военные и послевоенные годы. Отец, Афанасий Ильич Долгополов, погиб на фронте в 1944 году. Мать, Александра Михайловна Долгополова, одна вырастила шестерых детей.
В 1960 году окончил Бильчирскую среднюю школу.
В 1961—1963 годах работал шофёром в совхозе «Усть-Алтанский».
В 1963 году поступил в Иркутский сельскохозяйственный институт (ИСХИ) на агрохимический факультет, который успешно окончил в 1968.
В 1968—1969 годах работал старшим агрономом-агрохимиком Иркутской зональной агрохимической лаборатории.
В 1969—1978 годах работал ассистентом кафедры физиологии растений, микробиологии и агрохимии ИСХИ.
В 1971 году поступил в аспирантуру, по окончании которой в 1975 году успешно защитил кандидатскую диссертацию по специальности «Агрохимия» (06.01.04) на тему: «Сравнительная оценка действия удобрений на урожай и химический состав картофеля и яровой пшеницы на серых лесных почвах Иркутской области».
В 1978 году был избран на должность доцента кафедры земледелия и почвоведения, проработав на кафедре до 1983 года.
В 1983 году был избран на должность доцента кафедры физиологии растений, микробиологии и агрохимии ИСХИ.
С 1985 по 1987 год работал деканом агрономического факультета.
В апреле 1987 года приказом Министерства сельского хозяйства СССР назначен проректором по учебной работе (на этой должности проработал до 1992 года).
В 1992 году коллектив института избрал Долгополова руководителем.
В октябре 1992 года Министерством сельского хозяйства СССР был утверждён в должности ректора ИСХИ (с 23 октября 1996 — ИрГСХА), в котором работал до 27 декабря 2006 года.
В 1993 году был избран профессором кафедры физиологии растений, микробиологии и агрохимии ИСХИ.
26 декабря 2008 года Учёный совет ИрГСХА избрал Долгополова президентом вуза.
Опубликовал более 60 научных работ: монографий, учебных пособий, методических изданий, научных статей в сборниках ИСХИ — ИрГСХА и других вузов. Соавтор двух авторских изобретений и десяти патентов. Являлся членом совета НИИПТИХИМ, председателем учёного совета агрофака и академии, членом Российского союза ректоров.

## Награды
- Заслуженный работник высшей школы РФ[когда?]
- Почётный член Иркутского областного общества охотников и рыболовов (1997)
- Заслуженный работник охотничьего хозяйства России (2000)
- Почётный гражданин Усть-Ордынского Бурятского автономного округа (2001)
- Медаль «За заслуги перед Читинской областью» (2001)
- Почётный гражданин Осинского района УБАО (2006)